# Punkt siodłowy

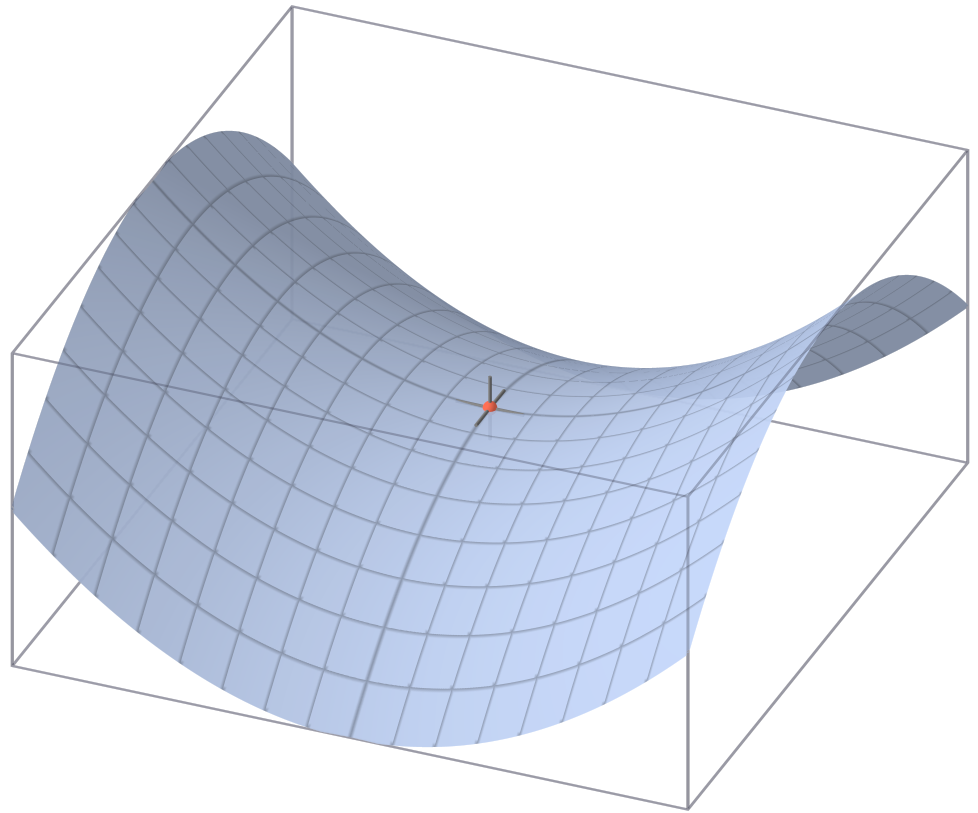
Punkt siodłowy na wykresie funkcji z = x² − y²

Punkt siodłowy – pojęcie z zakresu geometrii i analizy matematycznej, w których jest definiowane inaczej:
- punkt na krzywej, powierzchni lub ogólnie hiperpowierzchni, o tej właściwości, że w dowolnym jego otoczeniu znajdują się punkty leżące po obydwu stronach stycznej (prostej stycznej, płaszczyzny lub hiperpłaszczyzny) w tym punkcie. Inna definicja mówi o punkcie zerowej krzywizny[1].

Dla przypadku jednowymiarowego pojęcie to sprowadza się do punktu przegięcia. Zwykle jednak o punkcie siodłowym mówi się dla powierzchni (dwuwymiarowych).
- Pojęcie używane jest także w analizie, najczęściej w odniesieniu do funkcji dwóch zmiennych rzeczywistych. Punktem siodłowym takiej funkcji jest punkt siodłowy jej wykresu. W ogólności jest to punkt stacjonarny niebędący ekstremum[2]. Tak rozumiany punkt siodłowy nie jest tożsamy z punktem przegięcia – jest jego bardzo szczególnym przypadkiem, z zerową pochodną.

Powierzchnia z punktem siodłowym bywa nazywana siodłem. Nazwa pochodzi od kształtu siodła (zobacz rysunek obok), które jest prostą ilustracją powierzchni z punktami siodłowymi. Termin pojawił się najpóźniej w 1922 roku, w dziele G.N. Watsona A Treatise on the Theory of Bessel Functions.